# 圆滑番荔枝
圆滑番荔枝（学名：Annona glabra）为番荔枝科番荔枝属的植物。分布于美洲、亚洲、台湾岛以及中国大陆的云南、浙江、广西、广东等地，目前已由人工引种栽培。

## 别名
牛心果（广州）